# USS LST-907
O USS LST-907 foi um navio de guerra norte-americano da classe LST que operou durante a Segunda Guerra Mundial.